# Buxàcies
Les buxàcies (Buxaceae) són una família d'angiospermes l'única de l'ordre Buxales. Té una distribució cosmopolita. Adopten la forma d'arbusts o petits arbres. Inclou 120 espècies.

## Taxonomia
Segons el sistema de classificació l'APG IV, el nombre de gèneres és de set:
- Buxus L. (=Crantzia Sweet, =Tricera Schreber)

- Didymeles Thouars (abans situat a la seva pròpia família, Didymelaceae)
- Haptanthus Goldberg & C. Nelson (abans situat a la seva pròpia família, Haptanthaceae)
- Notobuxus Oliver (=Macropodendra Gilg)
- Pachysandra Michaux
- Sarcococca Lindley (=Lepidopelma Klotzsch)
- Styloceras A. de Jussieu